# Fichier national des immatriculations
Pour les articles homonymes, voir FNI.
En France, le fichier national des immatriculations (FNI) a été créé par un arrêté ministériel du 20 janvier 1994.

## Objet
Il s’agit d’un traitement automatisé des informations[Quoi ?], nominatives ou non, enregistrées initialement en vue de l'établissement et de la gestion des autorisations et pièces administratives exigées[Par qui ?] pour la circulation des véhicules ou affectant la disponibilité de ceux-ci[pas clair], en application des articles L. 30 et L. 31 du code de la route. Avec l’évolution de la règlementation[Laquelle ?] celui-ci[Quoi ?] sera ultérieurement utilisé à d’autres fins dans le domaine de la lutte contre les infractions au code de la route (contrôle automatisé des dépassements de vitesse) ou contre la délinquance (véhicules volés)[évasif].

## Statut
Ce fichier a été créé sous l'autorité et le contrôle du ministre d'État, ministre de l'intérieur et de l'aménagement du territoire.

## Structure et contenu du fichier
Le fichier national des immatriculations est constitué d'un fichier central appelé fichier national des automobiles et de fichiers départementaux.
Les informations figurant dans le fichier national des immatriculations proviennent des renseignements recueillis par les préfectures lors de l'établissement des certificats d'immatriculation et du fichier des véhicules volés.

### Le fichier national des automobiles
Sont enregistrées dans le fichier national des automobiles les catégories d'informations suivantes :
- Identification du titulaire du certificat d'immatriculation : nom, prénom, date de naissance ou raison sociale ; commune de domicile et son code Insee ;
- Identification du véhicule ;
- Mentions spéciales (véhicule volé, véhicule détruit, véhicule muté) ;
- Code d'identification du pays d'achat des véhicules dans le cas des importations effectuées directement ou indirectement par les particuliers.

### Les fichiers départementaux
Ils contiennent :
- Lorsqu'il s'agit d'une personne physique : état civil du propriétaire et, le cas échéant, du locataire ; domicile ; catégorie socioprofessionnelle ;
- Lorsqu'il s'agit d'une personne morale : raison sociale et adresse ; numéro SIREN, éventuellement numéro d'exploitation agricole ;
- Disponibilité du véhicule : inscription de gage, radiation d'inscription de gage, déclaration de vol, prescription d'immobilisation, prononcé d'une saisie, d'une opposition judiciaire ou du Trésor au transfert du certificat d'immatriculation, déclaration de destruction, avis de mutation ou d'exportation et date de chacun de ces événements ;
- Identification et caractéristiques techniques du véhicule ;
- Retrait éventuel du certificat d'immatriculation ;
- Dates du contrôle technique périodique obligatoire.

## Accès aux fichiers
À l'origine, n'avaient accès à ces fichiers que des personnes habilitées telles que la police, la gendarmerie, la préfecture lorsqu'elle était chargée d'affaires concernant la sécurité routière, mais aussi, sous condition, le personnel des entreprises d'assurances ou du ministère des transports ou de l’Industrie.
Cependant, cet accès a été étendu aux services de renseignement. En effet, le décret n° 2007-86 du 23 janvier 2007 a largement étendu l'accès au fichier national des immatriculations règlementé par l'article L. 330-2 du code de la route, en ajoutant, outre les agents policiers, judiciaires et militaires (gendarmerie) directement concernés par la sécurité routière, « les agents des services de la direction générale de la police nationale et de la direction générale de la Gendarmerie nationale chargés des missions de prévention et de répression des actes de terrorisme », ainsi que les « agents des services de renseignement du ministère de la défense chargés des missions de prévention des actes de terrorisme » (article R. 330-2).
Cette disposition, ajoutée en 2007, devait prendre fin le 31 décembre 2008 ; mais le gouvernement François Fillon en a prorogé l'application jusqu'en 2012, par un décret du 30 décembre 2008.
Ces informations peuvent également être communiquées, sous certaines conditions, à des autorités étrangères.